# سفارت کانادا در ورشو
سفارت کانادا در ورشو (به لاتین: Embassy of Canada) یک سفارت در لهستان است که در شرودمیشچیه (ورشو) واقع شده‌است.